# Bundesstrasse 6
Bundesstrasse 6 är en förbundsväg i Tyskland. Vägen går ifrån Bremerhaven till den polska gränsen vid Görlitz via bland annat Hannover och Dresden. Vägen går igenom förbundsländerna Niedersachsen, Bremen, Sachsen-Anhalt och Sachsen. Vägen är omkring 550 kilometer lång.